# Wolfgang Reinhold

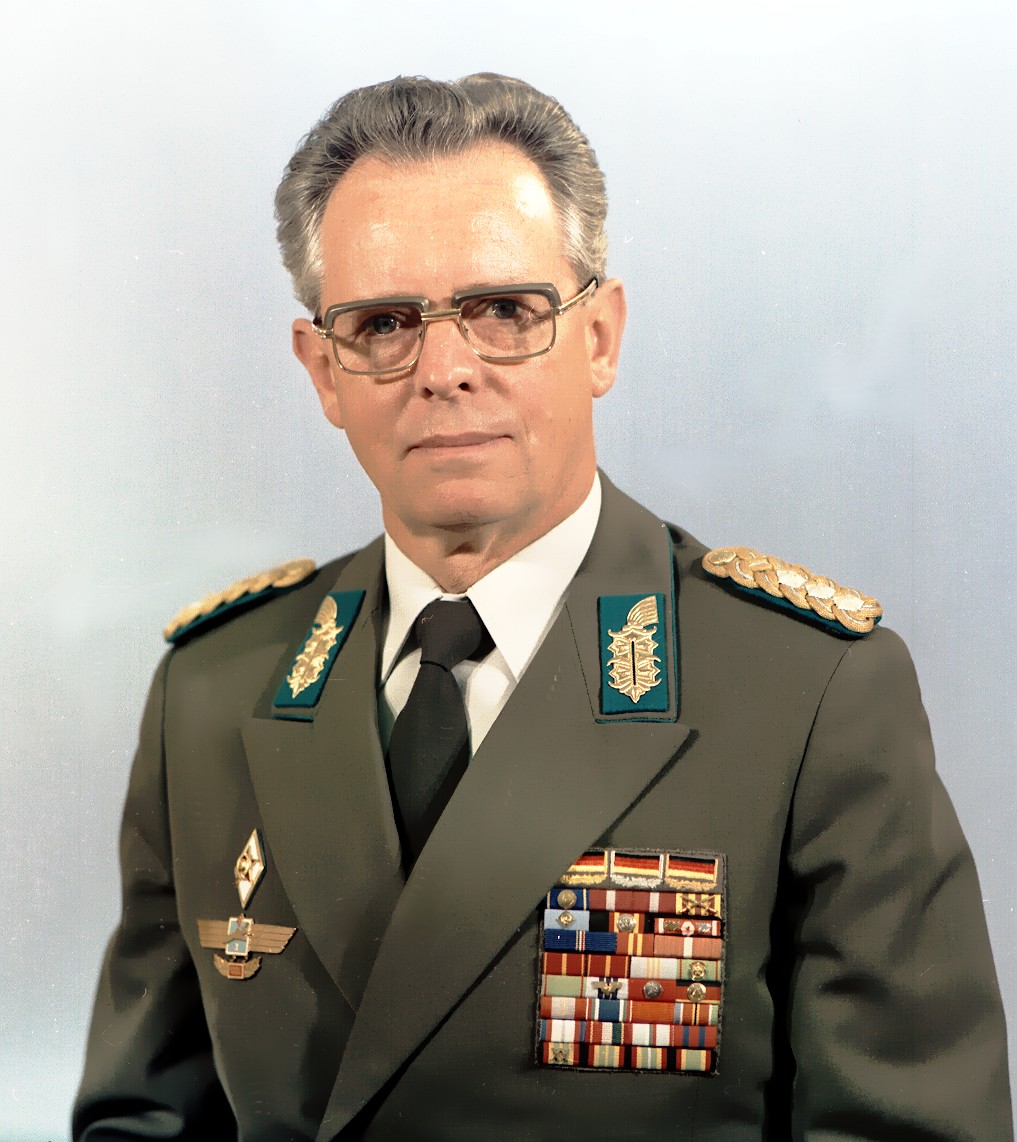
Wolfgang Reinhold – 1986

Wolfgang Reinhold (16 tháng 4 năm 1923 – 2 tháng 9 năm 2012) là nguyên Thượng tướng, Tư lệnh Quân chủng Phòng không – Không quân, Thứ trưởng Bộ quốc phòng Cộng hòa Dân chủ Đức.

## Tuổi trẻ vàĐệ nhị Thế chiến
Wolfgang Reinhold sinh ngày 16/04/1923 tại Friedrichshagen, Berlin trong một gia đình cần lao. Tới năm 1927 thì gia đình ông chuyển về Dresden. Sau khi học xong phổ thông, Wolfgang Reinhold vào làm việc tại một Ngân hàng từ năm 1938 đến năm 1940. Năm 1941, Wolfgang Reinhold nhập ngũ và phục vụ lực lượng không quân Đức – Luftwaffe tại mặt trận Xô – Đức.
Năm 1945, ông may mắn sống sót sau một cuộc tấn công của Hồng Quân nhưng lại bị bắt làm tù binh. Lúc này Wolfgang Reinhold mang quân hàm Trung sĩ  Không quân. Nhưng cũng chính từ đây, cuộc đời của cậu trai trẻ Wolfgang Reinhold đã thay đổi hoàn toàn.

## Từ người lính Quốc Xã trở thành người Cộng sản
Do có thái độ hợp tác với chính quyền Liên Xô, Wolfgang Reinhold được đưa ra khỏi trại tù Gulag và được đưa đi học chính trị, nhằm phục vụ mục đích xây dựng XHCN ở Đức của Liên Xô sau Thế chiến.
Năm 1949, Wolfgang Reinhold trở về Đông Đức. Ban đầu ông làm việc tại Carl Zeiss, Jena; sau đó chuyển sang công tác bên Đoàn thanh niên FDJ. Năm 1950, Wolfgang Reinhold được kết nạp vào Đảng SED. Tới năm 1952, ông đã có mặt trong Trung ương đoàn FDJ. Từ năm 1952 tới 1954, vì có kinh nghiệm trong quân ngũ, Wolfgang Reinhold được chỉ định làm chỉ huy trưởng lực lượng Cảnh sát Nhân dân Vũ trang (KVP) địa phương ở Cottbus.

## Binh nghiệp
Con đường hoạn lộ của Wolfgang Reinhold thuận lợi và thăng tiến khá nhanh chóng. Từ năm 1956 đến 1957, Wolfgang Reinhold đã là Tư lệnh Sư đoàn Phòng không số 3 tại Drewitz. Nhưng sau đó ông lại được cử sang Học viện Quân sự Zhukovsky, Liên Xô, từ năm 1957 đến 1958.
Về nước, Wolfgang Reinhold được giữ nhiều chức vụ trong Quân chủng Phòng không – Không quân của CHDC Đức trong giai đoạn 1958–1965. Năm 1963, Wolfgang Reinhold được thăng quân hàm Thiếu tướng.
Từ năm 1965 đến 1967, Wolfgang Reinhold lại được cử đi học tại Liên Xô, lần này là Học viện Quân sự Bộ Tổng Tham mưu Liên Xô Voroshilov. Năm 1967, Wolfgang Reinhold về nước và trở thành Phó Tư lệnh Quân chủng Phòng không – Không quân.
Từ năm 1972 cho tới 1989, Wolfgang Reinhold giữ chức Tư lệnh Quân chủng Phòng không – Không quân, kiêm Thứ trưởng Bộ Quốc phòng.
Năm 1974, Wolfgang Reinhold được thăng quân hàm Trung tướng. Đến năm 1979, nhân kỉ niệm 30 năm thành lập CHDC Đức, Wolfgang Reinhold được thăng quân hàm Thượng tướng.
Vào ngày cuối cùng năm 1989 sóng gió của chính trường Đông Đức, Thứ trưởng, Thượng tướng Wolfgang Reinhold 66 tuổi từ chức và nghỉ hưu.

## Những năm tháng cuối đời
Những năm cuối đời, Wolfgang Reinhold sống khá yên bình, đôi khi có tham gia vào một số hoạt động của cựu binh Đông Đức cũ. Ông qua đời ngày 02/09/2012, tại Bad Saarow –Pieskow.

## Gia đình
Con trai ông là Trung tá Không quân Ralph Reinhold thuộc Luftwaffe – Bundeswehr. Con trai ông qua đời năm 1997 sau một tai nạn hàng không.